# Димитров, Филип
Фи́лип Димитро́в Димитро́в (болг. Филип Димитров Димитров; род. 31 марта 1955, София) — болгарский политический деятель, бывший глава «Союза демократических сил» (СДС). Премьер-министр Болгарии в 79-м правительстве (1991—1992 годы).
Был депутатом в 36-м (1991—1994), 37-м (1994—1997) и 40-м (2005—2008) народном собрании. В начале июня 2008 года объявил, что отказывается от места и будет заниматься преподаванием.

## Биография
Родился в Софии. Изучал английский язык в школе, которую окончил в 1973 году. Изучал право в Софийском университете в 1977 году, а затем изучал индивидуальную и групповую психотерапии и использование психо-динамического подхода. В 1977—1990 годах работал в качестве юриста. В 1990 году он стал заместителем председателя новой партии зелёных, которая входит в состав СДС. В августе он стал заместителем председателя, а несколько месяцев после отстранения Петра Берона и Председателем Координационного совета СДС.
Будучи лидером СДС в 1991 году, после победы на выборах, Филип Димитров составил правительство меньшинства, которое однако, уже через год, потеряв поддержку «Движения за права и свободы» (ДПС) подало в отставку. После проигрыша на выборах в 1994 году, Димитров отказался от руководства СДС.
После возвращения к власти СДС Филип Димитров последовательно занимает должности представителя Болгарии при Организации объединённых наций в Нью-Йорке (1997—1998) и чрезвычайного и полномочного посла Республики Болгарии в Соединённых штатах Америки (1998—2001 годы).
После прихода к власти президента Георгия Пырванова в 2001 году демонстративно ушёл в отставку и повторно включился в деятельность СДС. После раскола партии в 2004 году остался лояльным её лидеру Надежде Михайловой.
Является главой представительства Еврокомиссии в Грузии с 15 сентября 2010 года.
Филип Димитров женат на Елене Димитровой.